# Binaiya
Gunung Binaiya – najwyższy szczyt archipelagu Moluki, na wyspie Seram w Indonezji; wysokość 3019 m n.p.m. (według innych źródeł 3027 m n.p.m.). Zbocza i okolice szczytu są ostoją wielu rzadkich gatunków fauny i flory tropikalnej, tereny te należą do Parku Narodowego Manusela.